# Nationaal park Cabañeros
Nationaal park Cabañeros (Spaans: Parque nacional de Cabañeros) is een nationaal park in Spanje dat in twee provincies gelegen is, het noordwesten van Ciudad Real en het zuidwesten van Toledo.
Het park werd opgericht in 1995 en had toen een oppervlakte van 390 km²; in 2005 werd het park uitgebreid tot 408 km². Het is gelegen tussen de rivieren Estena en Bullaque en gaat verder in de Chorito- en Miraflores-gebergtes.
Het is het beste en grootste overblijvende gebied van Iberisch Mediterraan bos met een enorme variëteit aan plantensoorten.

## Afbeeldingen

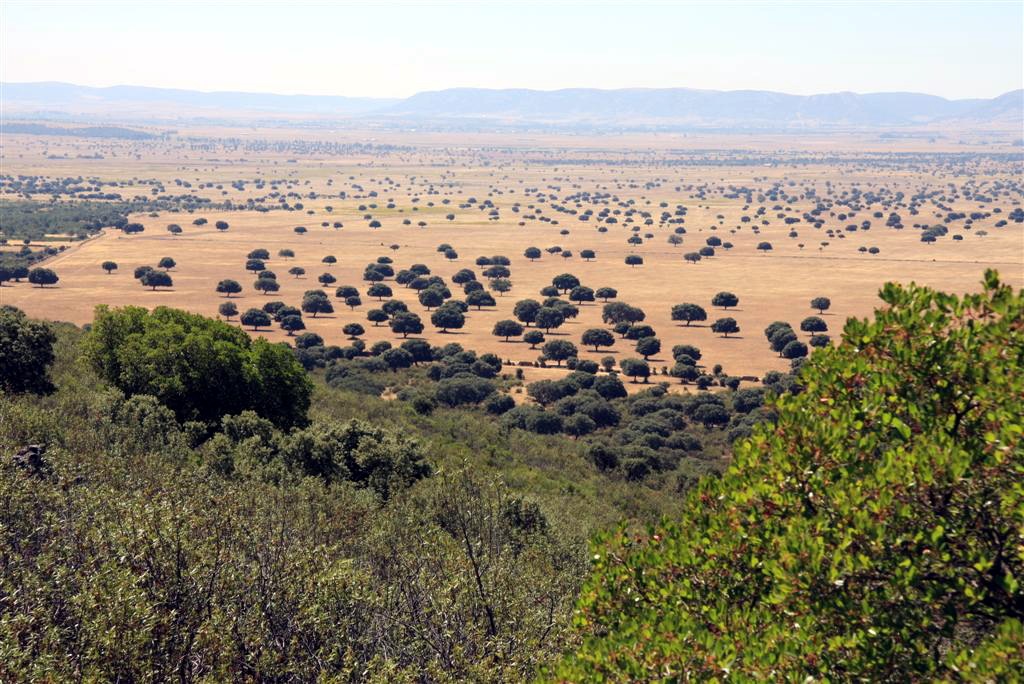
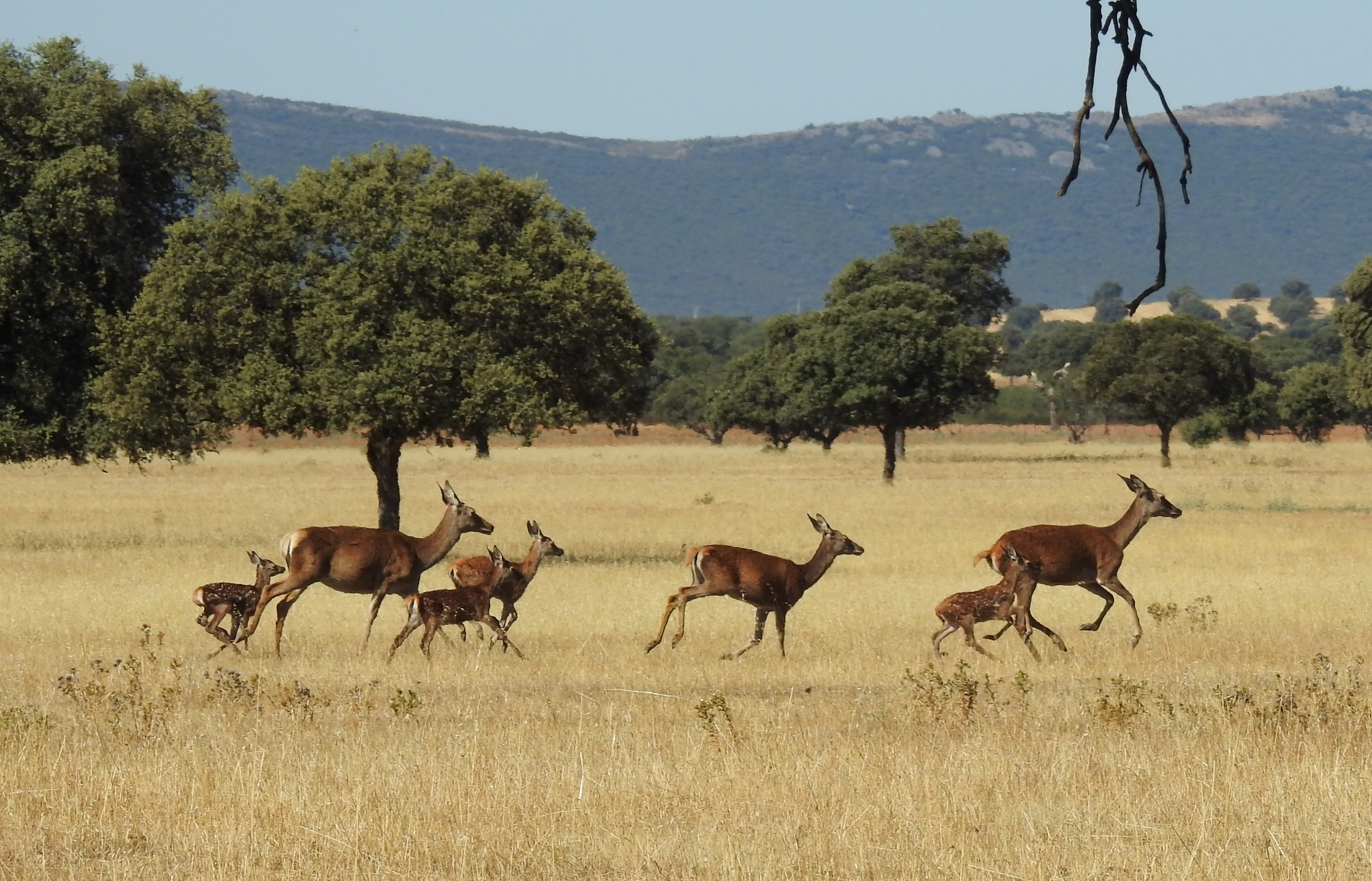
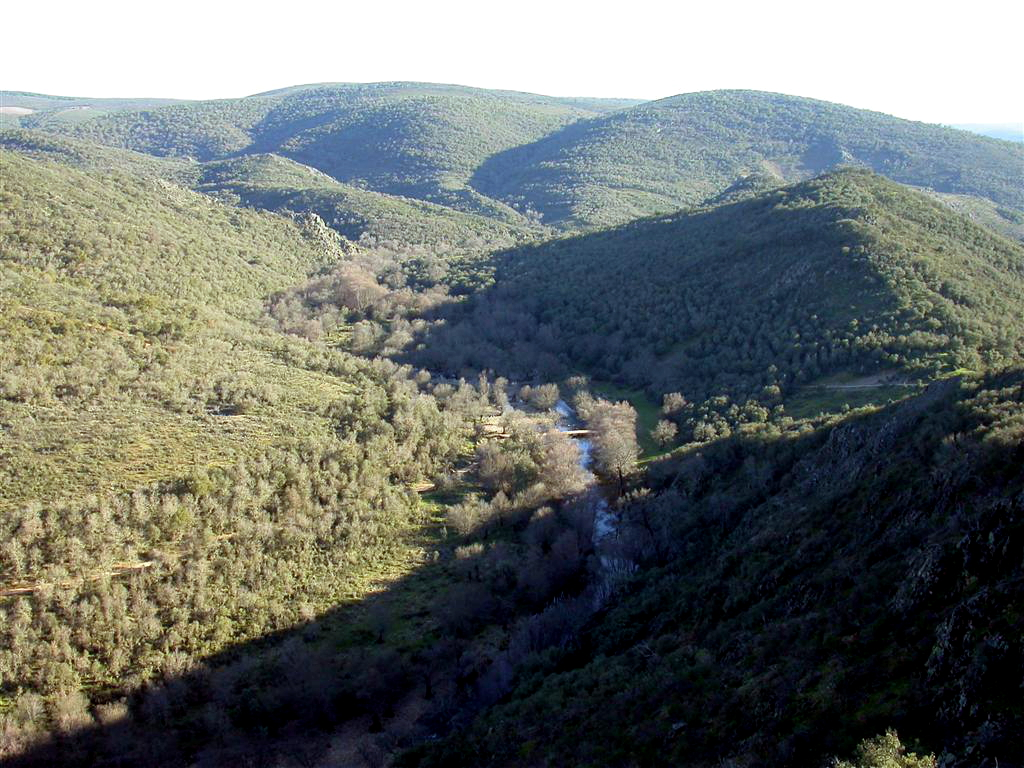
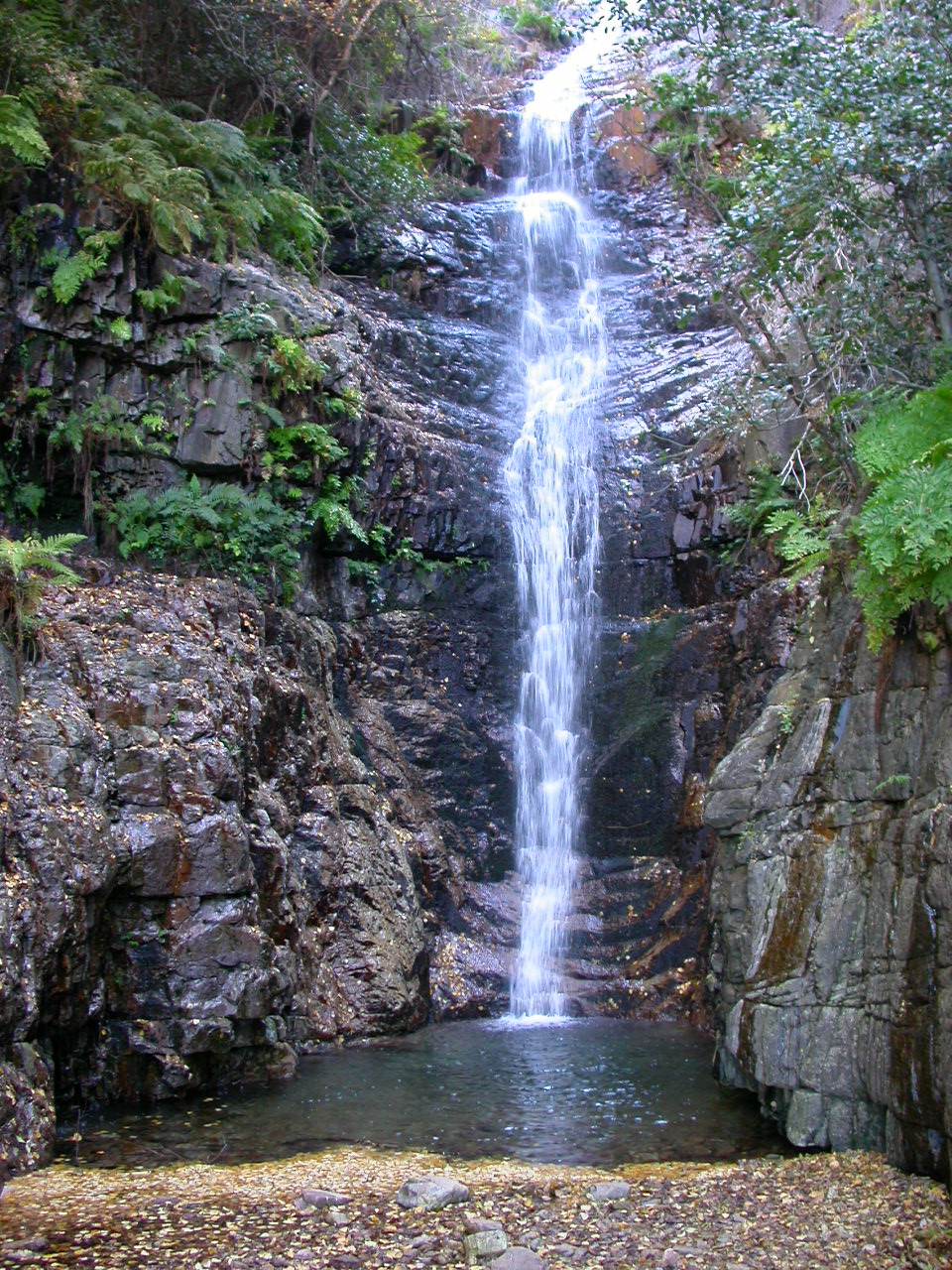
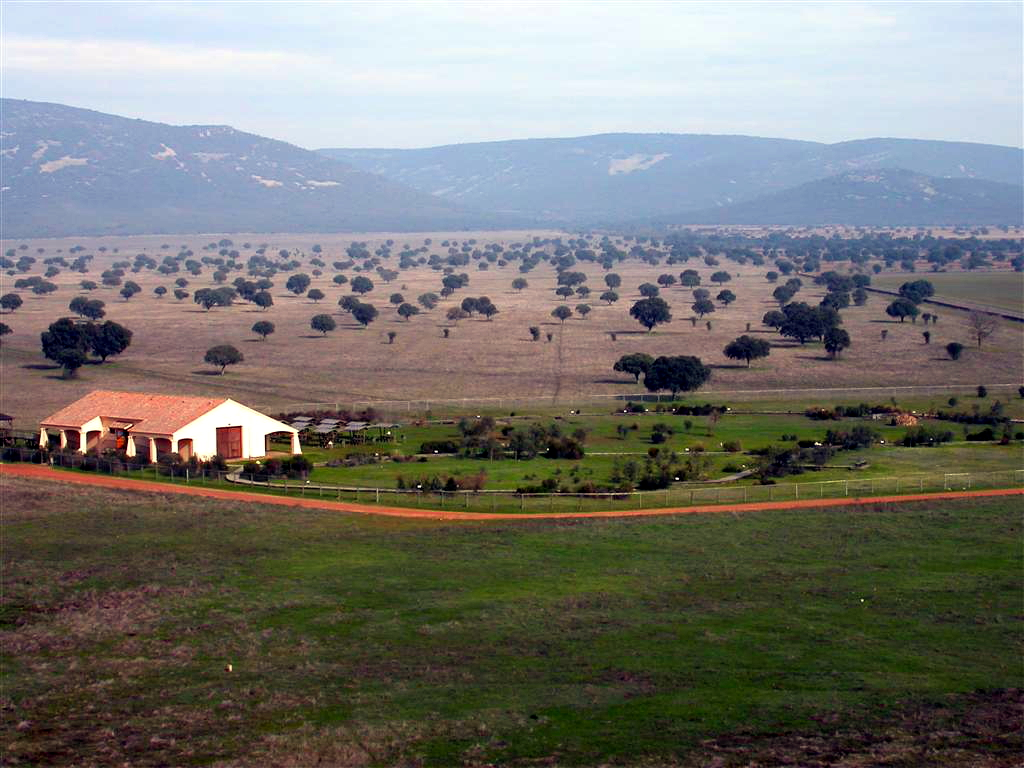
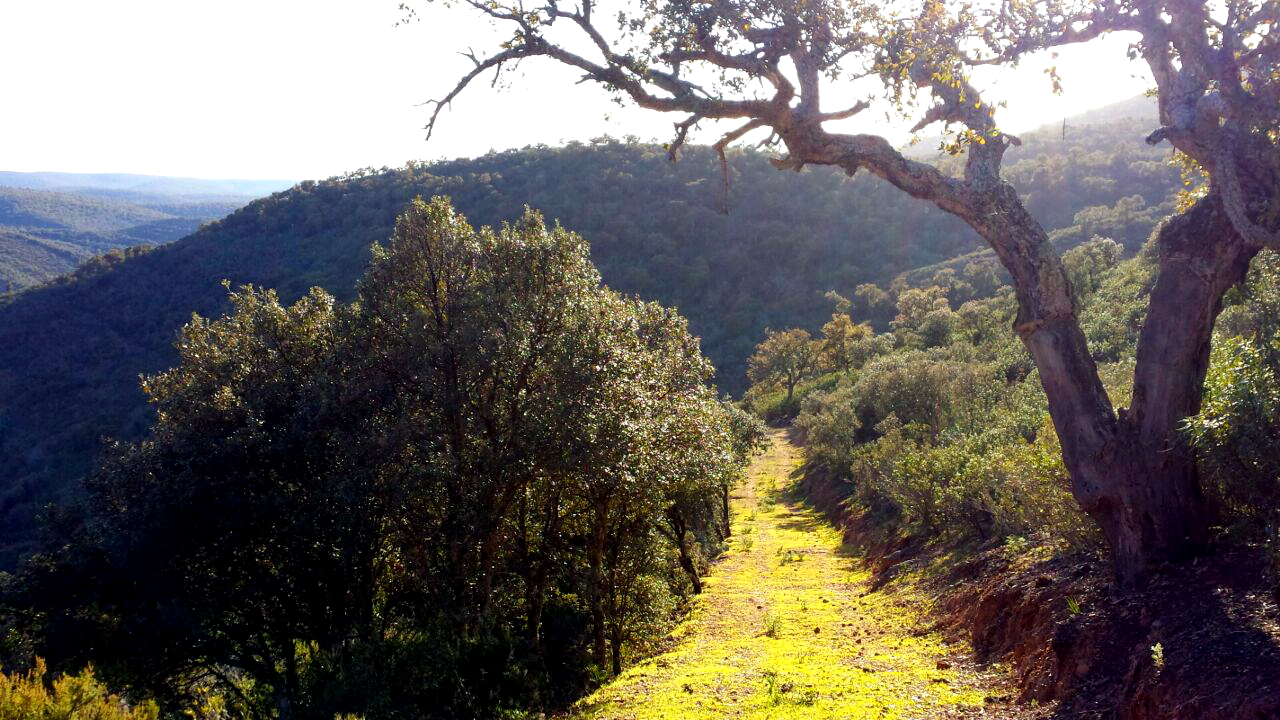
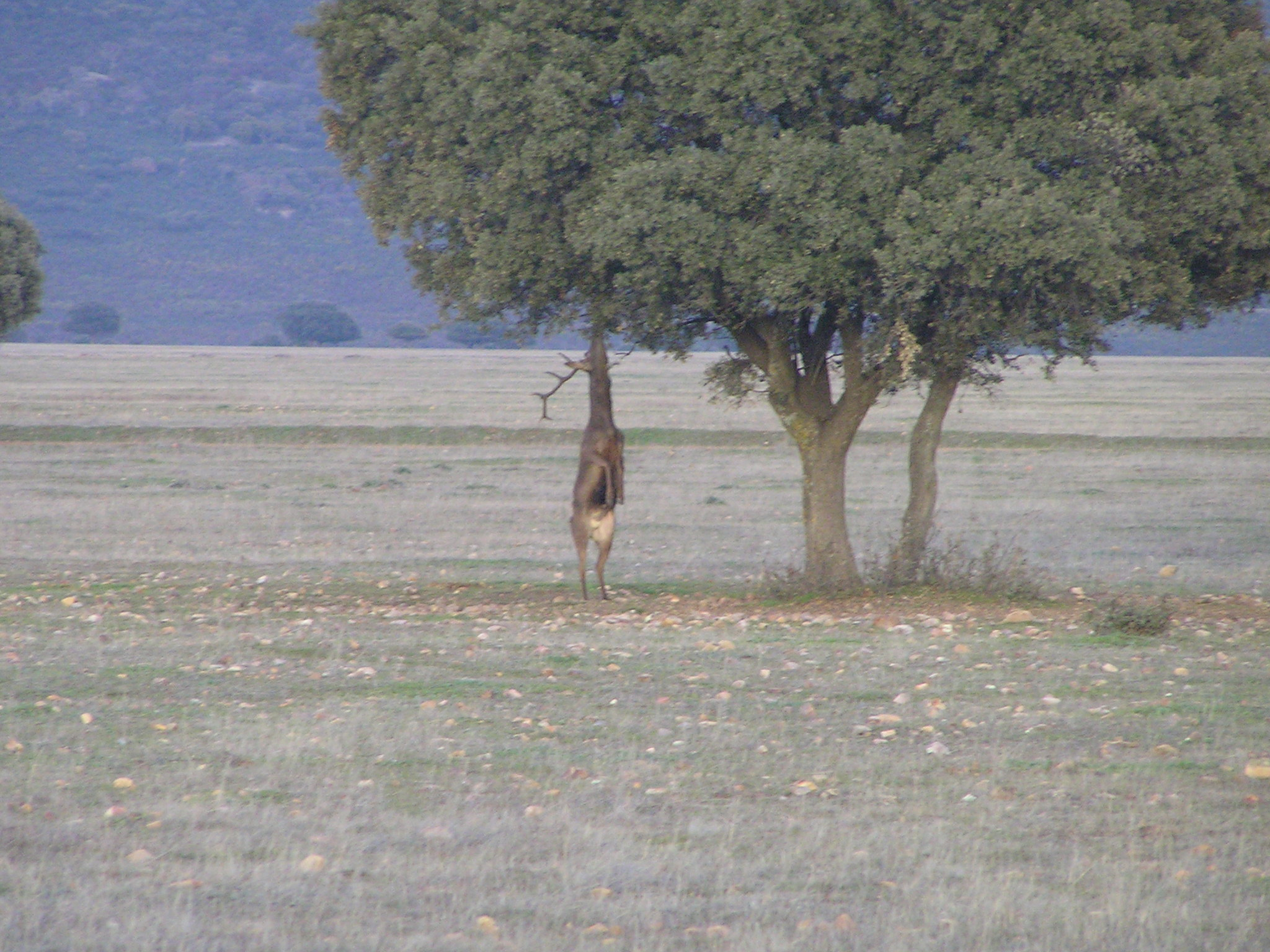